# Dejtár
Dejtár es un pueblo ubicado en el condado de Nógrád, Hungría.

## Superficie
Posee una superficie de 21,42 kilómetros cuadrados.

## Demografía
Hasta 2021 la población era de 1332 habitantes, con una densidad de población de 62,18 habitantes por kilómetro cuadrado.